# Jarosław Maciej Goliszewski
Jarosław Maciej Goliszewski (ur. 22 lutego 1951 w Warszawie) – polski fotograf, dokumentalista pierwszej Solidarności, stanu wojennego, kultury niezależnej, opozycji demokratycznej, spotkań Komitetu Obywatelskiego przy Lechu Wałęsie, obrad Okrągłego Stołu i początków III Rzeczypospolitej oraz czterech pielgrzymek Jana Pawła II do Polski, a następnie życia kulturalnego, społecznego i politycznego. Od 1995 przedsiębiorca, współzałożyciel w 1996 agencji fotograficznej EPOKA. Członek Stowarzyszenia Dziennikarzy Polskich i Stowarzyszenia Wolnego Słowa.
Ma status działacza opozycji antykomunistycznej i osoby represjonowanej z powodów politycznych.

## Życiorys

### Kariera zawodowa
W latach 1969–1983 pracował jako informatyk w Centrum Elektronicznym przy Centrali Narodowego Banku Polskiego w Warszawie. W 1983 po ponad 13 latach pracy zmuszony został z przyczyn politycznych do rozstania się z tym zawodem i przez pewien czas z konieczności życiowej pracował w dwóch zakładach rzemieślniczych, najpierw jako pracownik fizyczny, następnie jako pełnomocnik ds. handlu i reklamy.
Zawodową karierę fotografa rozpoczął w 1980 roku fotografując wydarzenia w kraju w czasie tzw. karnawału „Solidarności” i jednocześnie w tym charakterze podjął współpracę z Regionem Mazowsze NSZZ „Solidarność”. Zdjęcia z tego czasu publikował m.in. w związanych z regionem tytułach „Wiadomości Dnia” i „Niezależność” (1980–1981). W sierpniu 1981 zadebiutował na wystawie „W rok po Sierpniu” w Galerii Rzeźby SBWA w Warszawie, na której pokazał autorski zestaw fotografii obok zestawów Janusza Fili i Jacka W. Woźniaka. W 1. połowie lata 80. odwoływał się do doświadczeń Erazma Ciołka, Jana Michlewskiego i Bogusława (Sławka) Biegańskiego, których uważał za swoich fotograficznych mentorów.
Podczas stanu wojennego wykonał w pierwszym półroczu 1982 zdjęcia w obozie dla internowanych w Białołęce przy pomocy dwóch aparatów fotograficznych przemyconych i ukrytych przed strażnikami więziennymi.
W latach 1983–1990 jako niezależny fotograf współpracował z podziemnymi wydawnictwami m.in. z „Przeglądem Wiadomości Agencyjnych”, rzadziej z „Wolą”, „Mostem”, Wydawnictwem im. Konstytucji 3 Maja oraz z prasą emigracyjną, m.in. z „Poglądem” (Berlin Zachodni) i z „Nowym Dziennikiem” red. Bolesława Wierzbiańskiego (USA). Równocześnie w tym czasie pracował dla miesięcznika „Powściągliwość i Praca” (1983–1990) i tygodnika „Przegląd Katolicki” (1984–1989). Oba te tytuły, dopiero co reaktywowane po latach nieobecności, skupiały wówczas liczne grono niezależnych dziennikarzy, a dla drugiego z nich pracowali znani fotografowie, jak Michał Glinicki, Witold Krassowski, Artur Pawłowski, Tomasz Tomaszewski (jako kierownik działu) i Tomasz Wesołowski. Pracował też dla miesięcznika „Konfrontacje” (1987–1989), w którym był kierownikiem działu. Okazjonalnie publikował też zdjęcia w „Tygodniku Powszechnym” i „Niedzieli”, a także w dwutygodniku „Wybór” oraz w miesięczniku „Więź”.

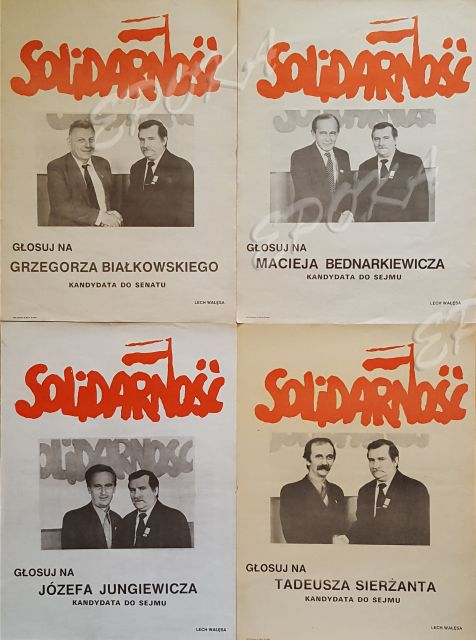
Plakaty wyborcze 4 kandydatów (wybór z kilkudziesięciu ze zdjęciami autorstwa J.M. Goliszewskiego)

Fotografował m.in. wydarzenia kultury niezależnej, działania opozycji, demonstracje, życie religijne, pierwsze i kolejne spotkania Komitetu Obywatelskiego przy Lechu Wałęsie, dwumiesięczne obrady Okrągłego Stołu, inaugurację Sejmu i Senatu po wyborach kontraktowych, wybór Wojciecha Jaruzelskiego na urząd Prezydenta PRL, powołanie Tadeusza Mazowieckiego na premiera i demontaż pomnika Dzierżyńskiego. Był też fotografem Filharmonii im. Romualda Traugutta założonej i kierowanej przez Tadeusza Kaczyńskiego, muzykologa i krytyka muzycznego.
Od kwietnia do czerwca 1989 współpracował z Biurem Wyborczym Komitetu Obywatelskiego „Solidarność” i na zlecenie jego sekretarza Henryka Wujca wraz z fotografem Erazmem Ciołkiem wykonali, według pomysłu Andrzeja Wajdy i pod jego nadzorem, dwie sesje zdjęciowe w Gdańsku i w Warszawie z udziałem Lecha Wałęsy i z większością solidarnościowo-opozycyjnych kandydatów na parlamentarzystów do plakatów wyborczych w wyborach 4 czerwca 1989 (przy sesjach tych również współpracowali fotografowie: 29.04.1989 w Gdańsku – Jerzy Kośnik, 11.05.1989 w Warszawie – Darosław Maciej Laprus).
Ilustrował też portretem Lecha Wałęsy front pierwszego historycznego numeru „Gazety Wyborczej” z 8 maja 1989, w której okazjonalnie publikował zdjęcia do 1993 (był w gronie fotografów publikujących tam od początku, jak Jerzy Gumowski, Krzysztof Miller, Tomasz Wierzejski, Sławomir Sierzputowski, Jacek Marczewski).

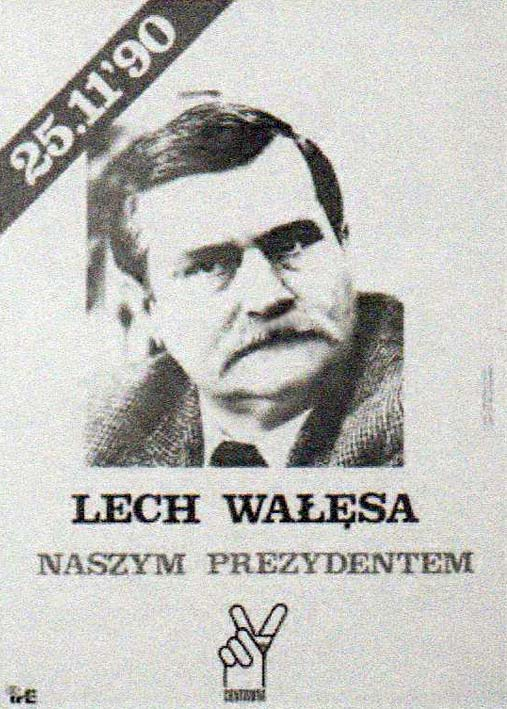
Jeden z plakatów Lecha Wałęsy (zdjęcie J.M. Goliszewskiego).

W wyborach prezydenckich w 1990 był autorem zdjęć do plakatów wyborczych Lecha Wałęsy.
Między 1989 a 1991 rokiem współpraca z zachodnimi korespondentami zaowocowała publikacjami jego zdjęć do ich tekstów – z Krzysztofem Bobińskim w „Financial Times”, z Klausem Bachmannem w „Die Tageszeitung”, „Stuttgarter Zeitung” i „Die Presse”, z Helga Hirsch w „Die Zeit”. W latach 1990–1991 pracował w tygodniku „Spotkania” red. Macieja Iłowieckiego, a następnie do połowy 1992 w dzienniku „Nowy Świat” red. Piotra Wierzbickiego (gdzie był kierownikiem działu fotoreportażu). W tym czasie również współpracował z tygodnikiem „The Insider” red. Jane Dobija i z miesięcznikiem „Polska i my” red. Marka Ołdakowskiego (1991–1993).
Fotografował cztery pielgrzymki Jana Pawła II do Polski: w 1979, 1983 (wraz z Erazmem Ciołkiem), 1987 (w zespole z Erazmem Ciołkiem i Darosławem Maciejem Laprusem) oraz 1991 roku (w zespole z Adamem Bujakiem i Erazmem Ciołkiem).
Na 6. Aukcji Fotografii Kolekcjonerskiej zorganizowanej 29 listopada 2009 r. przez Dom Aukcyjny „Rempex”, nieduża czarno-biała fotografia „Widok wystawy Edwarda Krasińskiego” (Galeria Appendix, Warszawa, 1992) z jego sygnaturą autorską jako fotografa oraz z niebieskim paskiem dorysowanym przez Krasińskiego, który też się podpisał, uzyskała jedną z najwyższych cen w historii tego typu sprzedaży.
Od 1992 publikuje zdjęcia i fotoreportaże oraz sesje w tytułach prasy ilustrowanej (m.in. „National Geographic Magazine”, „Viva!”, „Gala”, „Tele Magazyn”, „Pani”, „Twój Styl”, „Sukces”, „Newsweek”, „Wprost”, „W sieci”). Wykonuje zlecenia fotograficzne (w tym fotografię reklamową) i filmowe dla różnych firm reprezentujących m.in. polskie i światowe marki.
W 1995 założył Asocjację Autorską (istniała do 2003), a w 1996 wraz z Jackiem Wirgiliuszem Woźniakiem agencję fotograficzną EPOKA, w której jest partnerem zarządzającym (J.W.Wożniak przestał być jej współwłaścicielem w 2009 roku).
Zdjęcia jego autorstwa były i są podpisywane w różne sposoby jako np.: Jarosław Maciej Goliszewski, Maciej Jarosław Goliszewski, Jarosław Goliszewski, Maciej Goliszewski, M. Goliszewski, Jarosław M. Goliszewski, Maciej J. Goliszewski, J. Maciej Goliszewski, J.M. Goliszewski, Goliszewski & Woźniak (w przypadku współautorstwa zdjęć) – niekiedy z uzupełnieniem o nazwy Asocjacja Autorska (lub o skrót AA) i agencji EPOKA lub tylko pod ich samymi nazwami. W dokumentach urzędowych często występuje tylko jako Jarosław Goliszewski, co jest przez niektórych powielane w innych przypadkach i sytuacjach.

### Aktywność obywatelska
Po wydarzeniach Marca 1968 na Uniwersytecie Warszawskim, których był obserwatorem jako uczeń pobliskiego XXXVII Liceum Ogólnokształcącego, wszedł w krąg ludzi związanych z warszawskim Klubem Inteligencji Katolickiej i podwarszawskich Lasek, w którym pozostawał przez wiele lat. Wtedy poznał m.in. Stanisławę Grabską, Henryka Wujca, Ludwikę Wujec, Marka Tabina, Stanisława Hoinkę, Wojciecha Domańskiego, Wiesława Celińskiego, Bogusława Giertugę, Wojciecha Arkuszewskiego i Yoshiho Umedę. Z inspiracji dr Stanisławy Grabskiej na spotkaniach klubowych prezentował w oryginalnych wykonaniach muzykę gospel & spirituals oraz rock-operę Jesus Christ Superstar autorstwa Andrew Lloyd Webbera (muzyka) i Tima Rice’a (libretto).
W drugiej połowie lat 70. pomagał Wiktorowi Nagórskiemu, koledze z pracy w Centrum Elektronicznym NBP i współpracownikowi wydawnictwa „NOW-a” i KSS „KOR”, w kolportowaniu wydawnictw bezdebitowych m.in. Biuletynu Informacyjnego „KOR”. Inwigilowany przez Służbę Bezpieczeństwa od 1976 roku, jak wynika z akt zgromadzonych w Instytucie Pamięci Narodowej. Był współzałożycielem NSZZ Solidarność w Centrali NBP na jesieni 1980 i członkiem Prezydium Komisji Zakładowej Solidarności w Centrali NBP, w której odpowiadał za informację związkową.
Podczas stanu wojennego był internowany od 13 grudnia 1981 do 7 listopada 1982 w Białołęce i Strzebielinku, a w 2011 ukazało się jego wspomnienie na ten temat w periodyku „Bibuła”. W tym czasie jego pełnomocnikiem i doradcą pro publico bono był mec. Andrzej Grabiński. Po zwolnieniu z internowania, w ramach dalszych represji, stracił w lutym 1983 dotychczasową pracę.
W latach 1983–1989 czynnie uczestniczył kulturze niezależnej, w tym w działaniach artystycznych w mieszkaniach prywatnych i w kościołach (np. w kościele na Żytniej w Warszawie) oraz w wydarzeniach kulturalnych przy Duszpasterstwie Środowisk Twórczych w Warszawie prowadzonym wówczas przez ks. Wiesława Aleksandra Niewęgłowskiego. Współpracował z wydawnictwami podziemnymi. Na jesieni 1987 prowadził rozmowy z prof. Bronisławem Geremkiem, czołowym przedstawicielem opozycji, na temat udzielenia dla „Konfrontacji” wywiadu o propozycji „Paktu antykryzysowego”, w rezultacie których ukazał się on w nr 2/1988 (przeprowadził go dziennikarz Jerzy Szczęsny). Swoimi umiejętnościami zawodowymi wsparł kandydatów obozu solidarnościowo-opozycyjnego w wyborach parlamentarnych w 1989 roku i w kampanii prezydenckiej w 1990 roku.
Nagłośnił w przestrzeni publicznej atak funkcjonariusza Oddziału Prewencji Milicji Obywatelskiej na 2 fotoreporterów podczas pacyfikacji manifestacji NZS i Międzymiastówki Anarchistycznej przeciwko PZPR w dniu rozpoczęcia jej ostatniego zjazdu (27-30.01.1990). Obok Andrzeja Koziara z „Christian Science Monitor” był jednym z poszkodowanych. Komisja Praw Człowieka i Praworządności Senatu R.P. pod przewodnictwem Zbigniewa Romaszewskiego, zajęła się tą sprawą i na swoim specjalnym posiedzeniu przesłuchała wysokich funkcjonariuszy Milicji Obywatelskiej oraz włączyła do swojego protokołu relację J.M.Goliszewskiego. Wydarzenie miało swój finał w sądowym procesie karnym przeciwko sprawcy i w uzyskaniu przez mecenasa Wiesława Johanna od Komendy Stołecznej odszkodowania dla obu pokrzywdzonych za ich pobicie i zniszczenie sprzętu fotograficznego.
Udostępnił będące w jego posiadaniu artefakty ze stanu wojennego na dwóch ekspozycjach czasowych: „...czerwona przegrywa – grafika podziemnej Solidarności 1981–89” (sierpień 1990) – kurator Jerzy Brukwicki, Zachęta – Narodowa Galeria Sztuki, Warszawa oraz „Do przerwy 0:1. Piłka nożna w PRL” (maj–listopad 2012), Muzeum PRL-u (oddział Muzeum Historii Polski), Kraków.
W 1989 roku współtworzył Towarzystwo Przyjaźni Polsko-Izraelskiej, które przez wiele lat prowadziła Joanna Brańska, wieloletni jego sekretarz (istniało do 2003 roku). Fotografował jego gości specjalnych jak np. o. Daniel Rufeisen, Miriam Akavia, Towa Ben Cewi. Był też członkiem b. Związku Zawodowego Pracowników Państwowych i Społecznych (1969-1980), Stronnictwa Demokratycznego (1970-81), Zrzeszenia Studentów Polskich (1971-72) i Ligi Obrony Kraju (1973-81).
Od 2013 zasiada w jury Stowarzyszenia Dziennikarzy Polskich przyznającym Nagrodę im. Erazma Ciołka za fotografię społecznie zaangażowaną. W wyborach prezydenckich w 2015 przystąpił do honorowego Ogólnopolskiego Komitetu Poparcia Andrzeja Dudy.
Wraz z Leszkiem Stallem był inicjatorem nowelizacji ustawy o działaczach opozycji antykomunistycznej oraz osobach represjonowanych z powodów politycznych.
Jest bezpartyjny.

### Film, telewizja, radio, prezentacje
- „Tableau” – cykl programów telewizyjnych w TVP w reż. Andrzeja Wasylewskiego, 1992 – udział w jury razem z Anną Beatą Bohdziewicz;
- „Mundial. Gra o wszystko” pełnometrażowy film dokumentalny w reż. Michała Bielawskiego[50][51][52] – wystąpił jako jeden z bohaterów opowieści o sporcie i polityce w warunkach stanu wojennego (premiera ogólnopolska 30 sierpnia 2012 na Solidarity of Arts w Gdańsku);
- „Ludzie z plakatów” reportaż Magdy Belki o kampanii wyborczej kandydatów „Solidarności” w wyborach 4 czerwca 1989, w którym wystąpił jako jeden z jej uczestników (program Tomasza Sekielskiego „Po prostu”, TVP1)[53];
- „Fotograf Solidarności” średniometrażowy film dokumentalny w reż. Pawła Woldana – wystąpił jako przyjaciel i kolega fotografa Erazma Ciołka (premiera 13.11.2015 w SDP w Warszawie)[54];
- „Historie stanu wojennego: wspomnienia Jarosława Macieja Goliszewskiego” – rozmowa w Polskim Radio 24 w przeddzień 35. rocznicy wprowadzenia stanu wojennego w Polsce[6];
- „Wałęsa, słysząc to, zrobił ogromne oczy... jak talerze - wspomina Jarosław Maciej Goliszewski”, DziennikBałtycki.pl, publikacja 3 czerwca 2019 godz. 17:12[55];
- „1989. Musimy wygrać!” PolskieRadio.pl Dwójka, audycja „Poranek Dwójki”, emisja 4 czerwca 2019 godz. 07:06 (wywiad od 42:30)[56].
- „Dzień 13 grudnia 1981 roku w pamięci internowanych” PolskieRadio.pl Trójka, audycja „Historie jak z książki”, emisja 13 grudnia 2019 godz. 13:00 (rozmowa red. Marka Stremeckiego z Agnieszką Romaszewską-Guzy, Wojciechem Borowikiem i Jarosławem Maciejem Goliszewskim)[57].

## Ordery, odznaczenia i nagrody
- Krzyż Kawalerski Orderu Odrodzenia Polski za działalność na rzecz przemian demokratycznych w Polsce wręczony w 25. rocznicę stanu wojennego (12 grudnia 2006) przez Lecha Kaczyńskiego sprawującego urząd Prezydenta Rzeczypospolitej[58][59];
- Krzyż Wolności i Solidarności (2017) – przyznany przez Prezydenta R.P. Andrzeja Dudę za zasługi w działalności na rzecz niepodległości i suwerenności Polski oraz respektowania praw człowieka w Polskiej Rzeczypospolitej Ludowej[60];
- Medal Stulecia Odzyskanej Niepodległości (2022) – przyznany przez Prezydenta R.P. Andrzeja Dudę postanowieniem z 13.12.2022 r. nr rej. 92/2022 MS[61];
- „Za zasługi dla niepodległości 1956-1989” (2017) – odznaka honorowa „Działacza opozycji antykomunistycznej lub osoby represjonowanej z powodów politycznych”[62];
- Odznaka „Zasłużony Działacz Kultury” (2001) za działalność w drugim obiegu wydawniczym (podziemnym)[63];
- Nagroda za wyróżnione fotografie w konkursie „9 promieni światła na niebie” (wystawa pokonkursowa)[64] (2008) według Henryka Stażewskiego (udział w konkursie pod pseudonimem Paul Lutyman);
- III nagroda w Konkursie Polskiej Fotografii Prasowej za fotoreportaż „Marsz żyjących” (wystawa pokonkursowa) (1993).

## Rodzina
Jest synem Henryka i Genowefy Goliszewskich (ojciec był bankowcem, żołnierzem kampanii wrześniowej 1939, jeńcem stalagu). Żona Anna Zaniewicka-Goliszewska jest artystką plastyczką, członkiem ZPAP. Ma starszą siostrę Jolantę, emerytowanego ekonomistę i bankowca. Stryj Eugeniusz Goliszewski został przez NKWD zamordowany w Charkowie w 1940 (pośmiertnie awansowany na kapitana). Jego syn Jerzy Goliszewski (brat stryjeczny Jarosława Macieja) jest lekarzem chirurgiem, a wnuk Jerzy Goliszewski (jr) jest artystą plastykiem. Bogusław Goliszewski, drugi brat stryjeczny (syn Józefa Goliszewskiego) wystąpił w telewizyjnym serialu fabularnym Kolumbowie (1970). Marek Goliszewski, stryjeczny kuzyn (syn Jerzego Goliszewskiego, matematyka) był prezesem Business Centre Club, a w latach 1987–1989 był redaktorem naczelnym miesięcznika „Konfrontacje”.

## Twórczość

### Wystawy
Wystawy czasowe indywidualne i zbiorowe
- 1981: „W rok po Sierpniu”[72] – Galeria Rzeźby SBWA w Warszawie[b] (21.08-13.09.1981) oraz inne miejsca Polsce jak np. od 17.10.1981 w Zrzeszeniu Artystycznym w Bolimowie[73],
- 1984: „Spotkania ze sztuką / Obecność” – kościół p.w. Miłosierdzia Bożego na Żytniej, Warszawa[74],
- 1989: „Labirynt – przestrzeń podziemna” – według pomysłu i scenariusza Janusza Boguckiego i Niny Smolarz, kościół pw. Wniebowstąpienia Pańskiego, Warszawa-Ursynów,
- 1990: „Solidarność w Pradze – Czas niepokornych” – instalacje według projektu Jerzego Kaliny, Praga,
- 1990: „Czas niepokornych. Historia opozycji w Polsce w latach 1970–1989” – według koncepcji Jerzego Kaliny, Pałac Radziwiłłów (Muzeum Ruchów Niepodległościowych i Społecznych – d. Muzeum Lenina), Warszawa[75],
- 1991: „Kontr-Formationen. Genese der Solidarność Polen 1970 – 1989” – instalacja garażowa Jerzego Kaliny (2. wersja wystawy „Czas niepokornych”), Mülheim,
- 1993: „Marsz żywych” fotoreportaż – pokonkursowa wystawa Konkursu Polskiej Fotografii Prasowej, Stołeczne Centrum Edukacji Kulturalnej, Warszawa,
- 1994: „Fotografia reklamowa” – zorganizowana przez Laboratorium Fotografii Profesjonalnej, I Międzynarodowe Targi „Foto ’94”, PKiN, Warszawa[76],
- 2009: „9 promieni światła na niebie” – Muzeum Sztuki Nowoczesnej, Warszawa (udział w wystawie pokonkursowej pod pseudonimem Paul Lutyman)[64],
- 2009: „Nie ma wolności bez Solidarności” – wystawa plenerowa, Galeria Uliczna, Piła (zorganizowana przez Stowarzyszenie Inicjatyw Społecznych EFFATA)[77],
- 2009: „Niespodzianka 2009” – InfoQultura, Warszawa (zorganizowana przez Muzeum Komunizmu, Inicjatywę Razem ’89 i Stowarzyszenie Wolnego Słowa)[78],
- 2009: „Polska droga do wolności 1980–1989” – Sala Kolumnowa Sejmu R.P.[79][80],
- 2009: „Inauguracja Senatu 1989” – Sala obrad plenarnych Sejmu R.P.[81],
- 2009: „Warszawa ’89” – Muzeum Historyczne M. St. Warszawy (od 2014 Muzeum Warszawy)[82],
- 2009: „Pomnażanie dobra” – wystawa plenerowa na ogrodzeniu kościoła Św. Stanisława Kostki w Warszawie[83],
- 2010: „Pokolenie ’80 – Niezależna twórczość młodych w latach 1980–1989” (30.11.2010-16.01.2011) – według koncepcji prof. Tadeusza Boruty, Muzeum Narodowe w Krakowie[84][85],
- 2010: „Fenomen Solidarności. Migawki z dziejów Polski 1980–1981” (2010-12) – Przystanek historia, Warszawa oraz kilkanaście miast w kraju i na świecie[86][87],
- 2011: „Sztuka religijna dla domu” – dolny kościół pw. Wniebowstąpienia Pańskiego, Warszawa[88],
- 2012: „Pokolenie ’80 – Polityczny protest? Artystyczna kontestacja? Niezależna twórczość młodych w latach 1980–1989” – według koncepcji prof. Tadeusza Boruty, Muzeum Okręgowe w Rzeszowie[89],
- 2014: „Okrągły Stół” – Pałac Prezydencki, Warszawa[90],
- 2014: „Polska na jaką zasłużymy” – hall główny, Sejm R.P.[91],
- 2014: „25-lecie Senatu R.P.” (4–5.07.2014) – wielkoekranowa prezentacja multimedialna w Senacie R.P. i w Pałacu Prezydenckim, Warszawa,
- 2015: „Smoleńsk – 10.04.2010 Pamiętamy!” – Parlament Europejski w Brukseli[92] i Uniwersytet Kardynała Stefana Wyszyńskiego w Warszawie[93] oraz inne miejsca w Polsce (projekt i realizacja Stanisław Markowski),
- 2015: „Insygnia Wolności” (2015–2016) – Senat R.P.[94] oraz inne miejsca w Polsce,
- 2019: „1989. Musimy wygrać!” (31.05-19.06.2019) - Warszawa, ul. Krakowskie Przedmieście 66 (przed Pl. Zamkowym), oficjalne otwarcie 3.06.2019 przez Marszałka Senatu Stanisława Karczewskiego[95][96][97],
- 2019: „Artyści z Solidarnością - 4 czerwca 1989” (01.06-31.10.2019) – Warszawa, ul. Traktorzystów 14, na elewacji Ośrodka Kultury Arsus[98],
- 2019: „Drużyna Lecha” (01–30.06.2019) - Gdańsk, ul. Długa (na wysokości Domu Uphagena), Plakaty wyborcze kandydatów solidarnościowo-opozycyjnych w wyborach kontraktowych 4 czerwca 1989 ze zdjęciami autorstwa Erazma Ciołka i Jarosława Macieja Goliszewskiego oraz wspomagających ich Jerzego Kośnika i Macieja Darosława Laprusa (repliki z oryginałów z kolekcji ECS)[99][100][101][102].
- 2019: „Przełom w kadrze 1989” (07.06-15.08.2019) - Warszawa, skwer przy Krakowskim Przedmieściu (przy ul. Karowej), wernisaż 07.06.2019[103][104][105],
- 2019: „1989. Musimy wygrać!” (20.06-20.09.2019) - Warszawa, ul. Wiejska 6 przy budynku Senatu RP,
- 2019: „1989. Musimy wygrać!” (24.09-21.10.2019) - Piła, Pl. Stanisława Staszica, oficjalne otwarcie 4.10.2019[106][107][108],
- 2019: „1989. Musimy wygrać!” (22.10-12.11.2019) - Żnin, Pl. Wolności, oficjalne otwarcie 24.10.2019[109][110],
- 2019: „1989. Musimy wygrać!” (13.11-29.11.2019) - Bydgoszcz, Pl. Wolności, oficjalne otwarcie 18.11.2019 z udziałem Jana Rulewskiego i Antoniego Tokarczuka, legendarnych bydgoskich działaczy opozycji i NSZZ Solidarność oraz Rafała Bruskiego, prezydenta miasta[111][112][113][114].

Powyższa lista zawiera kilka pozycji wyłącznie ze zdjęciami Jarosława Macieja Goliszewskiego (lub z jego wyodrębnionym zestawem autorskim), a także te ze znaczącą ich liczbą oraz prezentacje z pojedynczymi jego fotografiami, jednak istotnymi w dorobku twórczym ich autora.
Wystawy stałe zbiorowe
- od 1984: „Ksiądz Jerzy Popiełuszko” – absyda kościoła Św. Stanisława Kostki w Warszawie, wystawa zorganizowana przez redakcję „Przeglądu katolickiego”,
- od 2004: ikonografia wielkoformatowa na wystawie w Muzeum Ks. Jerzego Popiełuszki w Warszawie[115],
- od 2013: wystawa stała poświęcona marszałkom Sejmu R.P. w gmachu Sejmu R.P.,
- od 2014: ikonografia wielkoformatowa i multimedia na wystawie stałej w Europejskim Centrum Solidarności w Gdańsku[116].

### Prezentacje autorskie inne
- „Okrągły Stół po 30 latach”, Instytut Socjologii UW, Warszawa, 22.02.2019, ekranowa prezentacja zdjęć na spotkaniu uczestników wydarzeń[117],
- „Przełom w kadrze. Fotoreporterki i fotoreporterzy 1989”, Dom Spotkań z Historią, Warszawa, 13.03.2019, spotkanie w ramach tytułowego cyklu, którego gośćmi byli fotoreporterzy: Jarosław Maciej Goliszewski i Tomasz Wierzejski, połączone z ekranową prezentacją zdjęć obu autorów[118];
- "Polityka kulturalna" spotkanie-wystawa 31.07.2021 r. w galerii Walka Młodych, Warszawa. Wzięło w nim udział w formie wypowiedzi i prac 19 artystów: Piotr Bernatowicz i Sławomir Marzec, Czesław Pius Ciapało, Włodzimierz Dawidowicz, Jarosław Maciej Goliszewski, Leszek Jasiński, Przemysław Kwiek, Katarzyna Kasia i Jan Stanisław Wojciechowski, Jacek Lilpop, Ryszard Łagodziec, Andrzej Maciej Łubowski, Ryszard Ługowski, Waldemar Petryk, Łukasz Pęksa, Jan Rylke, Jerzy Świątkowski, Andrzej Tyszko, Radosław Zaremba. http://www.walkamlodych.pl/?fbclid=IwZXh0bgNhZW0CMTAAAR0fpi-OW7dyK6UxQpZ5hW8_0OpbWVOaBP1irso5_UMfUYPl9O3WDYfuWmA_aem_AUy3uEkco73XuHVV--W5zHSc4kYMgbL_TleJmhgo6wOwU7jal1V2QLKPkHjbfVPkQaWK9GE2ucyLRFRcUwv6hupz oraz https://www.facebook.com/jan.rylke/posts/pfbid0iAN71R9dE18my63J4jJFeQkzFKhVpy5XQDEGg9xzn5aUa6MD7DPWYACXLSuRjxtUl,  https://www.facebook.com/media/set/?set=a.10219170979577679&type=3 i https://www.facebook.com/permalink.php?story_fbid=pfbid0Qr4vjgc9wHwo1Y5bPdaek3zhmRaRe3o4U1YVx9LwiDfS3dzS5h4L4tY31HZws4EKl&id=100013201454662

### Publikacje książkowe, albumowe, płytowe i inne wykorzystania
- 1985: „Msza za Ojczyznę” – film dokumentalny o ks. Jerzym Popiełuszce w reż. Jarmo Jaaskelainena (Messu isänmaan puolesta tytuł oryginalny)[119],
- 1987: „Obrońca” – film dokumentalny o mec. Władysławie Siła-Nowickim zrealizowany przez Michała Bukojemskiego[120],
- 1987: „Jestem z Wami. III Pielgrzymka Jana Pawła II do Polski” – Erazm Ciołek, Jarosław Maciej Goliszewski i Darosław Maciej Laprus (autorzy zdjęć), Jerzy Szczęsny, Paweł Smoleński (tekst), Agencja „Omnipress” (Warszawa)[121],
- 1987: „O was i za was. Trzecia wizyta Jana Pawła II w kraju” – Mieczysław Maliński (tekst), Erazm Ciołek, Jarosław Maciej Goliszewski i Darosław Maciej Laprus (autorzy zdjęć), Wydawnictwo Wrocławskiej Księgarni Archidiecezjalnej (Wrocław)[122],
- 1988: „Trwajcie ... Trzecia Pielgrzymka Jana Pawła II do Ojczyzny”, Instytut Wydawniczy „Pax” (Warszawa),
- 1989: „Okrągły Stół. Kto jest kim”, Komitet Obywatelski przy Przewodniczącym NSZZ „Solidarność” (Warszawa)[123],
- 1989: „Szermierze Okrągłego Stołu. Zwątpienia i nadzieje” – Paweł Smoleński, Wydawnictwo „Most” (Warszawa) i Editions Spotkania (Paris)[124],
- 1989: plakaty wyborcze „Drużyny Lecha” w wyborach do Sejmu i Senatu, Biuro Wyborcze Komitetu Obywatelskiego „Solidarność” (Warszawa)[125],
- 1989: „Radio Wolna Europa” plakat wydany z okazji otwarcia warszawskiego biura rozgłośni,
- 1990: „Nasi w Sejmie i Senacie”, Oficyna Wydawnicza Volumen (Warszawa)[126],
- 1990: „Kalendarium Solidarności 1980–1989”, Marek Pernal i Jan Skórzyński, Agencja „Omnipress” (Warszawa),
- 1990: „Lech Wałęsa” mosiężny medalion na podstawie zdjęcia autorstwa J.M. Goliszewskiego według projektu Marka Burgemajstra odlany przez Artystyczną Pracownię Brązowniczo-Grawerską Władysława Miecznika w Warszawie (prowadzona przez jego syna Jerzego),
- 1990: 2 plakaty wyborcze Lecha Wałęsy w pierwszych powszechnych wyborach prezydenckich, Porozumienie Centrum (Warszawa)[127][128],
- 1990: „Prezydenci Polski”, Wydawnictwo Sejmowe (pierwsza książka wydawnictwa) (Warszawa),
- 1991: „Pielgrzymki Jana Pawła II do Polski”, Związek Polskich Artystów Fotografików (Warszawa),
- 1991: „Na krawędzi fali” – Ewa Berberyusz, Wydawnictwo Calvarianum (Kalwaria Zebrzydowska)[129][130],
- 1991: „Droga do wolności” – Lech Wałęsa we współpracy z Arkadiuszem Rybickim, Editions Spotkania (Warszawa)[131],
- 1992: „Wanda Warska & Andrzej Kurylewicz. La chanson polonaise à Paris”, album CD, Thésis (Paris)[132][133],
- 1992: „Polen” – Helga Hirsch, przewodnik z serii Marco Polo, Mairs Geograhischer Verlag (Stuttgart)[134],
- 1993: „Ze ściśniętym gardłem. 10 lat Filharmonii im. Traugutta (1983–1993)”, Filharmonia im. Romualda Traugutta (Warszawa),
- 1994: „Słowo o Kisielu” – Jerzy Waldorff, Wydawnictwo Iskry (Warszawa)[135],
- 1995: „Długi finał” (seria dzieje PRL) – Mirosława Marody, Wydawnictwa Szkolne i Pedagogiczne (Warszawa),
- 1996: „Narodziny III Rzeczypospolitej” (seria dzieje PRL) – Sergiusz Kowalski, Wydawnictwa Szkolne i Pedagogiczne (Warszawa),
- 1996: „Jerzy Maksymiuk. Polska Orkiestra Kameralna”, album CD, CD Accord (Warszawa)[136],
- 1996: „A zemerł / Jewish Folk songs / Żydowskie pieśni ludowe – zyngt / sings / śpiewa Tova Ben-Zvi”, kaseta audio, Studio Vega J. Grzybowski (Warszawa)[137],
- 1997: „Tadeusz Mazowiecki. Polityk trudnych czasów” – zbiór artykułów współpracowników i przyjaciół, United Publishers i Presspublika (Warszawa)[138],
- 1998: „Gwiazdy mają czerwone pazury” – Krystyna Janda i Bożena Janicka, Wydawnictwo W.A.B. (Warszawa, wyd.1)[139],
- 1999: „W imieniu własnym” – Jacek Merkel, Wydawnictwo Bursztyn (Gdańsk),
- 2000: „Opozycja w PRL. Słownik biograficzny 1956–80” tom 1, Ośrodek KARTA (Warszawa),
- 2000: „Polska zaprasza”, Polskie Biuro Expo 2000 KIG/PAIZ (Warszawa),
- 2001: „Dziesięciolecie Polski Niepodległej 1989–1999”, United Publishers & Productions (Warszawa)[140],
- 2001: „Andrzej Seweryn” – Teresa Wilniewczyc, Prószyński i S-ka (Warszawa)[141],
- 2001: „Jerzy Kalina. Nawigacja sztuki”, Muzeum Narodowe we Wrocławiu (Wrocław),
- 2002: „Siergiej Rachmaninow II Symfonia e-moll op. 27” – wykonawcy Sinfonia Varsovia i José Cura (dyrygent), Cuibar / Avie Records (Madryt)[142],
- 2005: „Polska w obiektywie National Geographic / Poland through the lens of National Geographic”, Wydawnictwo G+J RBA (Warszawa),
- 2005: „Komitet na Piwnej. Opowieści” – film dokumentalny Michała Bukojemskiego[143],
- 2006: „Stan wojenny. Ostatni atak systemu”, Fundacja Ośrodka Karta i Dom Spotkań z Historią (Warszawa),
- 2006: „To właśnie Paryż ! Przewodnik subiektywny” – Agnieszka Kumor (tekst), Goliszewski & Woźniak (zdjęcia), Państwowy Instytut Wydawniczy (Warszawa)[144],
- 2008: „Będziemy dalej uprawiać ten ogród. 25 lat Filharmonii im. Traugutta (1983–2008)”, Fundacja Filharmonii im. Romualda Traugutta (Warszawa),
- 2009: „Szok wolności” – Barbara Seidler (tekst), Jarosław Maciej Goliszewski (zdjęcia), słowo/obraz terytoria i Europejskie Centrum Solidarności (Gdańsk)[145],
- 2009: „Krystyna Radziwiłł. Rysunek & malarstwo” – Jarosław Maciej Goliszewski (zdjęcia), prof. Andrzej Rottermund (wstęp), Association H. et I. d’Ornano Sisley d’aide à la Pologne (Paris)[146],
- 2010: „Solidarność”, Instytut Pamięci Narodowej (Warszawa),
- 2010: „Od niepodległości do niepodległości. Historia Polski”, Instytut Pamięci Narodowej (Warszawa),
- 2010: „Solidarność u władzy. Dziennik 1989–1993” – Waldemar Kuczyński, Europejskie Centrum Solidarności (Gdańsk),
- 2010: „Pokolenie’80 – Niezależna twórczość młodych w latach 1980–1989”, Stowarzyszenie NZS 1980 i Instytut Pamięci Narodowej (Kraków),
- 2011: „Kisielewski” – Małgorzata Gąsiorowska, Polskie Wydawnictwo Muzyczne (Kraków),
- 2011: „My, internowani... Białołęka 1981–1982”, Stowarzyszenie Wolnego Słowa (Warszawa, wyd.1)[147],
- 2012: „Pokolenie ’80 – Polityczny protest? Artystyczna kontestacja? Niezależna twórczość młodych w latach 1980–1989”, Instytut Pamięci Narodowej (Rzeszów),
- 2012: „Kot w pralce. Salony Jerzego Iwaszkiewicza”, Edipresse Polska (Warszawa),
- 2013: „Czułym okiem” – Tomasz Jastrun, Wydawnictwo Zwierciadło (Warszawa)[148],
- 2013: „Gwiazdy mają czerwone pazury” – Krystyna Janda i Bożena Janicka, Grupa Wydawnicza Foksal (Warszawa, wyd.2),
- 2013: „Wujec. Związki przyjacielskie” – z Ludwiką Wujec rozmawia Michał Sutowski, Krytyka polityczna / Stowarzyszenie im. Stanisława Brzozowskiego (Warszawa)[149],
- 2014: „Fotografie bez cenzury 1976–89. Nieoficjalny portret PRL”, Instytut Pamięci Narodowej (Warszawa)[150],
- 2014: „Romaszewscy. Autobiografia” – rozmowy Piotra Skwiecińskiego, Trzecia strona (Warszawa)[151],
- 2014: „Rewolucja Solidarności” – prof. Andrzej Friszke, Znak Horyzont, Instytut Studiów Politycznych PAN i Europejskie Centrum Solidarności (Kraków)[152],
- 2014: „Początki wolności” – Kancelaria Sejmu Wydawnictwo Sejmowe (Warszawa)[153],
- 2014: „Dzieje sztuki polskiej” – pod red. prof. Jerzego Malinowskiego (w języku chińskim), Polski Instytut Studiów nad Sztuką Świata (Warszawa),
- 2014: „Opowieści radiowe i telewizyjne. Alicja po drugiej stronie lustra” – Alicja Resich-Modlińska, Burda Publishing Polska (Warszawa)[154],
- 2015: „Krok ku wolności. Wybory czerwcowe 1989 i ich konsekwencje”, Instytut Pamięci Narodowej i Uniwersytet im. Adama Mickiewicza (Poznań)[155],
- 2015: „Panteon teatrów. Teatr Wielki w Warszawie: na 250-lecie teatru publicznego w Polsce 1765–2015” – prof. Jerzy Miziołek, Teatr Wielki Opera Narodowa (Warszawa),
- 2016: „My, internowani… Białołęka 1981–1982”, Stowarzyszenie Wolnego Słowa (Warszawa, wyd.2),
- 2019: „Przełom w kadrze 1989. Breakthrough 1989 in Photographs”, Dom Spotkań z Historią (Warszawa, wyd. 1)[156],
- 2021: „Migawka z „Solidarności”” Jarosław Maciej Goliszewski - tekst w Kwartalniku Kulturalnym "Nowy Napis" nr 11-12/2021 https://instytutliteratury.eu/2021/09/08/kwartalnik-kulturalny-nowy-napis-liryka-epika-dramat-11-i-12-2021/ i w wersji internetowej "Nowy Napis Co Tydzień #132" 23.12.2021 r, Instytut Literatury (Kraków) https://nowynapis.eu/tygodnik/nr-132/artykul/migawka-z-solidarnosci, prezentacja publikacji https://scontent-waw2-1.xx.fbcdn.net/v/t39.30808-6/243055640_1277646919352011_2248699656733405648_n.jpg?stp=dst-jpg_p526x296&_nc_cat=109&ccb=1-7&_nc_sid=5f2048&_nc_ohc=yi6q8K-ouLoQ7kNvgHYJBqE&_nc_ht=scontent-waw2-1.xx&oh=00_AYDSIJ98q96fw-tqFWLqqua6d8PEIRMp_wdAiuAxm4yjaA&oe=664EC75F
- 2024: "Uncensored. Polish Independent Art of the 1980s" - katalog wystawy w języku angielskim pod red. Tadeusza Boruty, Richarda Drury'ego, Daniela Echaust'a. Bogato ilustrowany katalog wystawy o sztuce niezależnej lat 80. zawiera reprodukcje prac prawie pięćdziesięciu artystów aktywnych w okresie bojkotu instytucji wystawienniczych po wprowadzeniu stanu wojennego w 1981 roku w Polsce oraz fotografie Erazma Ciołka, Chrisa Niedenthala, Jarosława Macieja Goliszewskiego i Tadeusza Boruty dokumentujące wystawy w kościołach, pracowniach twórców oraz spontaniczne działania artystyczne na ulicach miast. Teksty historyków sztuki przybliżają fenomen kultury niezależnej w turbulentnym okresie schyłku komunizmu, Centrum Sztuki Współczesnej Zamek Ujazdowski (Warszawa) https://u-jazdowski.pl/sklep/uncensored

Powyższa lista zawiera kilka pozycji wyłącznie ze zdjęciami Jarosława Macieja Goliszewskiego, a także te z dominującą lub znaczącą ich liczbą oraz publikacje z pojedynczymi jego fotografiami, jednak istotnymi w dorobku twórczym ich autora.

### Fotoreportaże i sesje fotograficzne
Wybór ważniejszych tematów:
- 1980: Odsłonięcie pomników pamięci Grudnia 1970 – 16 grudnia 1980 Pomnika Poległych Stoczniowców 1970 w Gdańsku, 17 grudnia 1980 Pomnika Ofiar Grudnia 1970 w Gdyni[c],
- 1981: Strajk studencki na Uniwersytecie Łódzkim w sprawie rejestracji NZS[c],
- 1981: Pogrzeb Prymasa Stefana Wyszyńskiego w Warszawie[c],
- 1981: 25. rocznica wydarzeń Poznańskiego Czerwca 1956[c],
- 1981: Blokada ronda w centrum Warszawy – akcja protestacyjna Regionu Mazowsze NSZZ Solidarność[c],
- 1982: Białołęka ’82 – o internowaniu w Białołęce[c],
- 1987: 3. pielgrzymka Jana Pawła II do Polski – „Niedziela” wydanie specjalne/1987[c],
- 1988: Komitet Obywatelski przy Lechu Wałęsie (pierwsze posiedzenie) – „Konfrontacje” 01/1989 („Lech Wałęsa i jego Komitet Obywatelski”),
- 1989: Obrady Okrągłego Stołu, „Konfrontacje” 02/1989 („Przy Okrągłym Stole”)[c],
- 1989: Inauguracja Sejmu i Senatu[c],
- 1989: Tadeusz Mazowiecki premierem i powołanie jego rządu[c],
- 1989: Andrzej Wajda. Retrospektywa twórczości filmowej i plastycznej (sesja z artystą na jego wystawie w Muzeum Okręgowym w Radomiu)[c],
- 1990: Tadeusz Konwicki. Portrety we wnętrzu (sesja z pisarzem w jego mieszkaniu przy ul. Górskiego w Warszawie)[c],
- 1991: Jeden dzień z życia Prezydenta Lecha Wałęsy w Belwederze – „Spotkania” 14/1991 („Belweder za otwartymi drzwiami”),
- 1991: Rozpoczęcie wycofywania wojsk sowieckich z Polski, Borne Sulinowo, „Spotkania” 15/1991 („Wychodzą, kiedy chcą”),
- 1991: Lech Wałęsa w Izraelu – „Spotkania” 21/1991 („Izrael 20–23 Maja” / wizyta Prezydenta RP),
- 1991: Mieszkańcy Me’a Sze’arim w Jerozolimie[c],
- 1991: 4. pielgrzymka Jana Pawła II do Polski[c],
- 1992: Noc teczek, czyli obalenie rządu Jana Olszewskiego[c],
- 1993: Marsz Żywych, Auschwitz-Birkenau[c],
- 1993: Cezary Pazura z żoną Grażyną i córką Natalią – „Sukces” 10/1993[d],
- 1993: Anna Korcz – „Tele Magazyn” 8/1994[d],
- 1993: Anna Majcher – „Tele Tydzień” 5/1994[d],
- 1995: Sophie Marceau jako debiutujący reżyser na planie swojego filmu „L’Aube a l’envers” („Świt na opak”, „Odwrotna strona świtu”) – „Uroda” 5/1995 („Na wirażu”),
- 1995: Romaszewscy: Zbigniew, Zofia, Agnieszka (sesja w domu) – „Romaszewscy. Autobiografia” książka Piotra Skwiecińskiego 2014[c],
- 1996: Andrzej Seweryn w Paryżu – „Uroda” 1/1997 („Jest nas kilku”) i „Viva!” („Mistrz porażek, mistrz sukcesów”)[e],
- 1996: Nela Rubinstein w Paryżu – „Uroda” 4/1997 („Ogród wspomnień”)[e],
- 1996: Krystyna Mazurówna w Paryżu – „Uroda” 5/1997 („Tatuaż na zmarszczkę”)[e],
- 1996: Franciszek Starowieyski w Paryżu – „Sukces” 1996[e],
- 1997: Mateusz Kusznierewicz – „Uroda” 5/1997 („Sięgam po konfitury”)[e],
- 1997: Krystyna Janda w kostiumach Zofii de Ines – „Uroda” 10/1997 („Śmiejąc się i płacząc”)[e],
- 1997: Joanna Siedlecka – „Uroda” 2/1998 („Za grosz romantyzmu”)[e],
- 1997: Krystyna Czubówna – „Uroda” 3/1998 („Kochać umiem”)[e],
- 1998: Aleksander Domogarow w Moskwie – „Tele Tydzień” 7/1999, „TV Movie” 1999[e],
- 1997: Tomasz Stańko – „Sukces” („Grać do samego końca”)[e],
- 1997: Jolanta Lothe i Piotr Lachmann – „Pani” („Sztuka przenikania”)[e],
- 1997: Agnieszka Chylińska – „Uroda” („Brzydkie jest co w głowie mam”)[e],
- 1998: Tatarzy polscy na Podlasiu – „National Geographic Magazine” wydanie polskie 1/1999 („Podmuch wiatru od Dzikich Pól”) i „Viva!” („Polacy od Allaha”)[f],
- 1999: Agnieszka Wagner – „Horzu” 15/1999 („Spionin im Bett”)[e],
- 1999: Włodzimierz Lubański w Lokeren – „Viva!” („Piłka, malarstwo i kot Munia”)[e],
- 2000: Paweł Deląg i jego siostra Dorota – „Sukces” 1/2001 („Deląg & Deląg”)[e],
- 2000: Krystian Zimerman i jego Polish Festival Orchestra[c][g],
- 2001: 10-lecie Belvedere – „Gala”, „Viva!”, „Na Żywo”[f],
- 2002: Andrzej Seweryn i Maria Seweryn na planie „Świętoszka” – „Viva!” 10/2002 („Mistrz i Marysia”)[e],
- 2002: Ślub Paoli Czetwertyńskiej i Jana Prejsnara, „Viva!” 15/2002 („Księżniczka Paola Czetwertyńska...”),
- 2002: XV Turniej Polo Masters 2002 w Saint Tropez (Marek Dochnal i jego goście) – „Viva!” 20/2002 („Końska dawka szampana”),
- 2002: Ślub Marianny Mycielskiej i Andreasa Weihrauch di Pauli von Treuheim – „Viva!” 24/2002 („Zaślubiny”)[f],
- 2003: Ślub Cezarego Pazury z Weroniką Marczuk – „Gala” 35/2003[f],
- 2003: Millerowie w Singapurze i Indiach – „Viva!” 5/2003 („Zwierzenia na wysokościach”),
- 2004: The Larchmont Royal Windsor Tournament w Guards Polo Club w Windsor Great Park (Marek Dochnal i jego goście m.in. Królowa Elżbieta II), „Duży Format” [c],
- 2005: Ślub Krzysztofa Czetwertyńskiego i Elżbiety Morawskiej – „Viva!” 15/2005 („Nie szkoda róż, gdy ślub tuż, tuż”)[g],
- 2005: Korsyka (Francja) – wyspa jak kontynent w pigułce[c],
- 2007: Grażyna Kulczyk i jej GK Collection #1 – „Viva!” 11/2007 („Moja kolekcja”),
- 2008: Pokaz Macieja Zienia „Jesień–Zima 2008/2009” w Paryżu (off Prêt-à-porter) – „Viva!” 6/2008[f],
- 2008: Kuwejt. Tradycja i nowoczesność – study tour na zaproszenie Ministerstwa Informacji Kuwejtu[c],
- 2008: 4 dni w Izraelu z Prezydentem RP Lechem Kaczyńskim i jego małżonką Marią z okazji 60-lecia jego państwowości[c],
- 2009: Wizyta Ministra Spraw Zagranicznych R.P. Radosława Sikorskiego w Ruandzie, Kenii i Egipcie[c],
- 2010: Inauguracja roku Chopina na Węgrzech – „Viva!” 7/2010,
- 2010: Polska sztuka współczesna w rezydencji ambasadora USA – „Viva!” 22/2010,
- 2011: 15. Wielkanocny Festiwal Ludwiga van Beethovena – „Viva!” 9/2011,
- 2011: 4 czerwca: rocznicowa impreza u Prezydenta R.P. – „Viva!” 13/2011 („Toast za wolność”)
- 2012: 16. Wielkanocny Festiwal Ludwiga van Beethovena – „Viva!” 8/2012 i 9/2012,
- 2012: Ikony stylu – „Party” 5/2012 („Debiut na salonach”),
- 2012: 31. rocznica wprowadzenia stanu wojennego – spotkanie b. internowanych z udziałem Prezydenta R.P. w więzieniu w Białołęce (b. internowany Bronisław Komorowski na więziennej pryczy w izbie pamięci)[c],
- 2013: Radosław Sikorski z Olivią Williams na jego 50. urodzinach – „Viva!” 6/2013 („Drogi się rozeszły”),
- 2013: 17. Wielkanocny Festiwal Ludwiga van Beethovena – „Viva!” 8/2013,
- 2013: Festiwal Krzysztofa Pendereckiego – „Viva!” 26/2013,
- 2014: 18. Wielkanocny Festiwal Ludwiga van Beethovena – „Viva!” 9/2014 i 10/2014,
- 2015: 19. Wielkanocny Festiwal Ludwiga van Beethovena – „Viva!” 8/2015 („Święto melomanów”),
- 2016: 20. Wielkanocny Festiwal Ludwiga van Beethovena – „Viva!” 7/2016 („Jubileuszowy rok. Finał z pasją”).